# Comuna Zagarancea, Ungheni
Comuna Zagarancea este o comună din raionul Ungheni, Republica Moldova. Este formată din satele Zagarancea (sat-reședință), Elizavetovca și Semeni.

## Demografie
Conform datelor recensământului din 2014, comuna are o populație de 3.299 de locuitori. La recensământul din 2004 erau 3.523 de locuitori.

## Administrație și politică
Componența Consiliului local Zagarancea (13 consilieri), ales la 5 noiembrie 2023, este următoarea:
|  | Partid                                       | Consilieri | Componență | Componență | Componență | Componență | Componență |
|  | -------------------------------------------- | ---------- | ---------- | ---------- | ---------- | ---------- | ---------- |
|  | Partidul Acțiune și Solidaritate             | 5          |            |            |            |            |            |
|  | Partidul Socialiștilor din Republica Moldova | 2          |            |            |            |            |            |
|  | Partidul Comuniștilor din Republica Moldova  | 1          |            |            |            |            |            |
|  | Platforma Demnitate și Adevăr                | 1          |            |            |            |            |            |
|  | Partidul Nostru                              | 1          |            |            |            |            |            |
|  | Partidul Social Democrat European            | 1          |            |            |            |            |            |
|  | Candidat independent MIHAIL BURLACU          | 1          |            |            |            |            |            |
|  | Partidul Democrația Acasă                    | 1          |            |            |            |            |            |